# Список чемпіонів WWE серед Дів

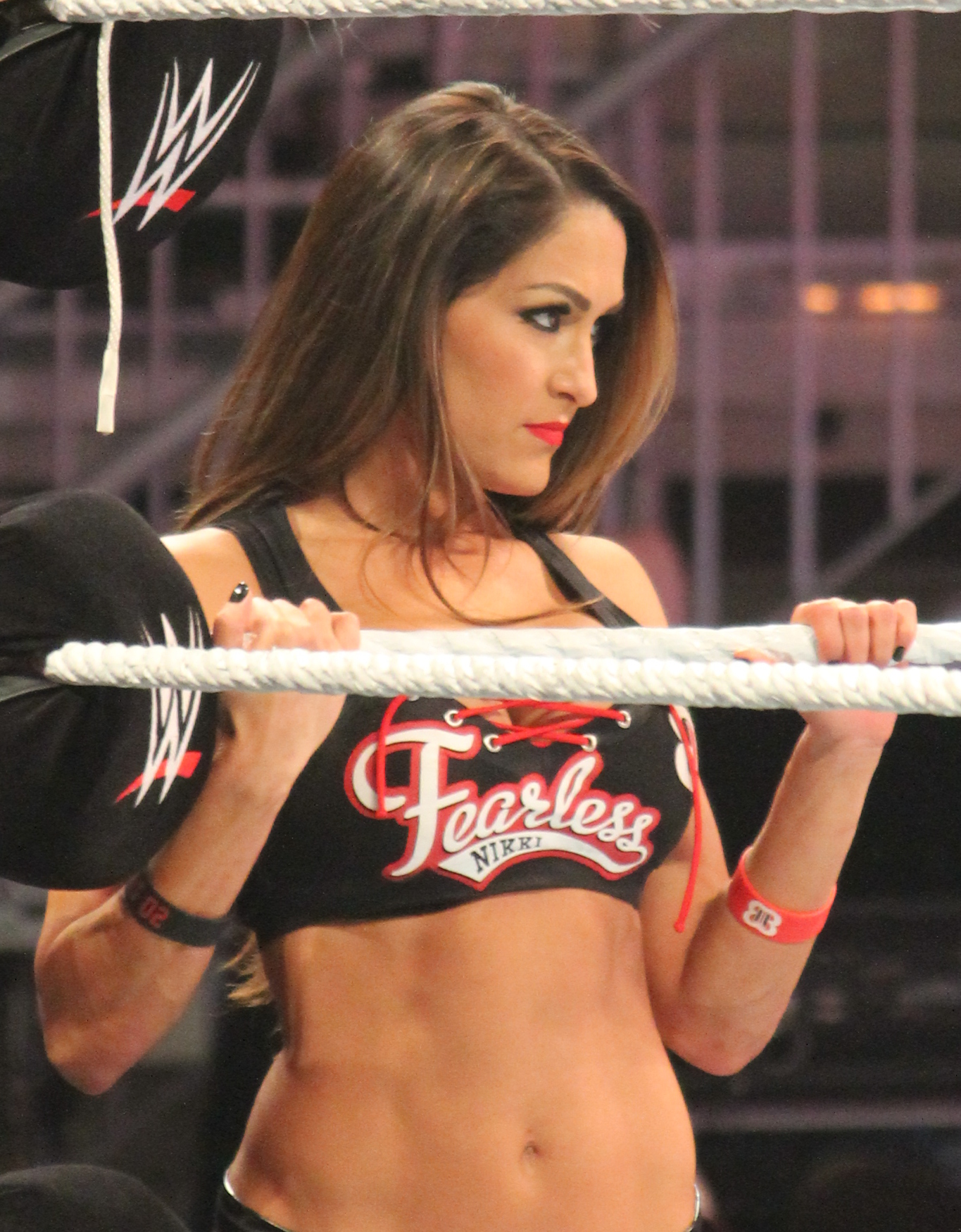
Дійсний чемпіон Ніккі Белла

Чемпіон WWE серед дів (англ. The WWE Divas Championship) — один з попережніх титулів федерації реслінгу WWE. Слово «діва» у назві титулу позначало жінок-реслерів у WWE. Чемпіонський титул був створений 6 червня 2008 року генеральним менеджером SmackDown! Віккі Герреро, як аналог титулу Raw — чемпіон WWE серед жінок, і призначався для розіграшу виключно між дівами бренду SmackDown!. 13 квітня 2009 року чемпіон серед дів Маріс, під час драфту WWE 2009 року, перейшла до SmackDown!, забравши разом із собою чемпіонський титул. 19 вересня 2010 року на шоу Night of Champions самопроголошена володарка титулу чемпіона WWE серед жінок Мішель Маккул перемогла чемпіона WWE серед дів Меліну й об'єднала два чемпіонські титули. Це призвело до того, що жіночий чемпіонський титул став загальним для двох брендів і його володар отримав можливість брати участь в обох шоу WWE.
Першим чемпіоном WWE серед дів стала Мішель Маккул, яка перемогла Наталію 20 липня 2008 року на шоу The Great American Bash. Частіше за всіх чемпіоном ставали Ів і Ей Джей Лі — по 3 рази. Рекорд за тривалістю втримання чемпіонського поясу належить Ей Джей Лі — 295 днів. Всього за історію титулу ним володіло 17 реслерок.

## Назви титулу
| Назва                            | Роки        |
| -------------------------------- | ----------- |
| Чемпіон WWE серед дів            | 2008 — 2016 |
| Об'єднаний чемпіон WWE серед дів | 2010        |

## Чемпіони
| #  | Реслер               | Фото | Дата              | Днів | Місце                          | Шоу                            | Примітка | Посилання |
| -- | -------------------- | ---- | ----------------- | ---- | ------------------------------ | ------------------------------ | --- | --------- |
| 1  | Мішель Маккул        |      | 20 липня 2008     | 155  | Юніондейл, Нью-Йорк, США       | The Great American Bash (2008) | Мішель Маккул перемогла Наталію і стала першим в історії чемпіоном WWE серед дів. | [ 5 ]     |
| 2  | Маріс                |      | 22 грудня 2008    | 216  | Торонто, Канада                | SmackDown!                     | По телебаченню шоу було показано в записі 26 грудня 2008. Марія Канелліс стала спеціальним запрошеним суддею поєдинку. 13 квітня 2009 чемпіон серед дів Маріс, в результаті драфту WWE 2009 року, перейшла з бренду SmackDown в Raw, забравши разом із собою чемпіонський титул. | [ 8 ]     |
| 3  | Міккі Джеймс         |      | 26 липня 2009     | 78   | Філадельфія, Пенсільванія, США | Night of Champions (2009)      | Поєдинок один проти одного. Під час бою Маріс намагалася скористатися балончиком з аерозолем. | [ 9 ]     |
| 4  | Джилліан Холл        |      | 12 жовтня 2009    | 0    | Індіанаполіс, Індіана, США     | Raw                            | Джилліан Холл утримувала чемпіонський титул чотири хвилини та тридцять одну секунду. | [ 10 ]    |
| 5  | Меліна               |      | 12 жовтня 2009    | 84   | Індіанаполіс, Індіана, США     | Raw                            | Відразу після завоювання Холл чемпіонського титулу, на арену вийшла спеціально запрошена ведуча Ненсі О'Делл, яка призначила бій між Холл і Меліною. | [ 11 ]    |
| —  | Титул став вакантним |      | 4 січня 2010      | —    | Дейтон, Огайо, США             | Raw                            | 29 грудня під час одного з шоу WWE Меліна порвала передню хрестоподібну зв'язку, через що лікарі заборонили їй виступати протягом наступних шести місяців. Через те, що Меліна не могла захищати чемпіонський титул, він був оголошений вакантним і був організований турнір в якому 8 дів WWE повинні були розіграти його. | [ 12 ]    |
| 6  | Маріс (2)            |      | 22 лютого 2010    | 49   | Індіанаполіс, Індіана, США     | Raw                            | Маріс перемогла Гейл Кім у фіналі турніру, в якому брало участь 8 дів, і завоювала вакантний чемпіонський титул. | [ 13 ]    |
| 7  | Ів Торрес            |      | 12 квітня 2010    | 69   | Лондон, Англія                 | Raw                            | Поєдинок один проти одного. | [ 14 ]    |
| 8  | Алісія Фокс          |      | 20 червня 2010    | 56   | Юніондейл, Нью-Йорк, США       | Fatal 4-Way (2010)             | «Фатальний чотиристоронній матч», в якому також брали участь Гейл Кім і Маріс. Фокс вдалося утримати Маріс. | [ 15 ]    |
| 9  | Меліна (2)           |      | 15 серпня 2010    | 35   | Лос-Анджелес, Каліфорнія, США  | SummerSlam (2010)              | Поєдинок один проти одного. | [ 16 ]    |
| 10 | Мішель Маккул (2)    |      | 19 вересня 2010   | 63   | Роузмонт, Іллінойс, США        | Night of Champions (2010)      | «Матч з лісорубами», в якому титул чемпіона WWE серед жінок був об'єднаний з титулом чемпіона WWE серед дів. Згодом право боротися за титул отримали реслери обох брендів WWE і якийсь час він називався титул об'єднаного чемпіона WWE серед дів. Не офіційно Лейла разом з Маккул була володаркою чемпіонського титулу. Пізніше Лейла захищала кілька разів чемпіонський титул замість Маккул, однак офіційно не визнавалася чемпіоном. | [ 18 ]    |
| 11 | Наталія Нейдхарт     |      | 21 листопада 2010 | 70   | Маямі, Флорида, США            | Survivor Series (2010)         | «Матч з форою», в якому на стороні Мішель Маккул брала участь Лейла. | [ 19 ]    |
| 12 | Ів Торрес (2)        |      | 30 січня 2011     | 71   | Бостон, Массачусетс, США       | Royal Rumble (2011)            | «Фатальний чотиристоронній матч», в якому також брали участь Лейла и Мішель Маккул. Ів утримала Лейлу і стала новим чемпіоном. | [ 20 ]    |
| 13 | Брі Белла            |      | 11 квітня 2011    | 70   | Бріджпорт, Коннектикут, США    | Raw                            | Перед боєм Ів попросила суддю зробити відмітку маркером на руці суперниці, щоб та не змогла помінятися місцями з Ніккі. Однак під час бою сестрам вдалося помінятися місцями і якийсь час Ів боролася з Ніккі. Коли підміна виявилася, Брі вийшла на ринг і змогла утримати Торрес на лопатках. | [ 21 ]    |
| 14 | Келлі Келлі          |      | 20 червня 2011    | 104  | Балтімор, Меріленд, США        | Raw                            | Бій пройшов під час спеціального випуску Raw — «Влада народу», коли опонент Брі Белли був обраний шляхом проведення голосування серед уболівальників. У голосуванні найбільше голосів отримала Келлі Келлі, випередивши Бет Фенікс і Ів Торрес. | [ 22 ]    |
| 15 | Бет Фенікс           |      | 2 жовтня 2011     | 204  | Новий Орлеан, Луїзіана, США    | Hell in a Cell (2011)          | У кутку Келлі Келлі стояла Ів, а в кутку Бет — Наталія. Наприкінці поєдинку Наталія вдарила Келлі мікрофоном по голові. | [ 23 ]    |
| 16 | Ніккі Белла          |      | 23 квітня 2012    | 6    | Детройт, Мічиган, США          | Raw                            | «Матч з лісорубами». | [ 24 ]    |
| 17 | Лейла                |      | 29 квітня 2012    | 140  | Роузмонт, Іллінойс, США        | Extreme Rules (2012)           | Лейла утримала Брі Беллу, яка під час поєдинку помінялася з Ніккі місцями. | [ 25 ]    |
| 18 | Ів Торрес (3)        |      | 16 вересня 2012   | 120  | Бостон, Массачусетс, США       | Night of Champions (2012)      | Поєдинок один проти одного. | [ 26 ]    |
| 19 | Кейтлін              |      | 14 січня 2013     | 153  | Х'юстон, Техас, США            | Raw                            | За умовами поєдинку титул міг перейти до Кейтлін не тільки в результаті чистої перемоги, але й перемоги через дискваліфікацію суперника. | [ 27 ]    |
| 20 | Ей Джей Лі           |      | 16 червня 2013    | 295  | Роузмонт, Іллінойс, США        | Payback (2013)                 | Поєдинок один проти одного. | [ 28 ]    |
| 21 | Пейдж                |      | 7 квітня 2014     | 84   | Новий Орлеан, Луїзіана, США    | Raw                            | Стала чемпіоном у своєму дебютному поєдинку. Одночасно володіла титулом чемпіона NXT серед жінок. | [ 29 ]    |
| 22 | Ей Джей Лі (2)       |      | 30 червня 2014    | 48   | Гартфорд, Коннектикут, США     | Raw                            | Поєдинок один проти одного. | [ 30 ]    |
| 23 | Пейдж (2)            |      | 17 серпня 2014    | 35   | Лос-Анджелес, Каліфорнія, США  | SummerSlam (2014)              | Поєдинок один проти одного. | [ 31 ]    |
| 24 | Ей Джей Лі (3)       |      | 21 вересня 2014   | 63   | Нашвілл, Теннессі, США         | Night of Champions (2014)      | Матч «Потрійна загроза» за участю Ніккі Белли. | [ 32 ]    |
| 25 | Ніккі Белла (2)      |      | 23 листопада 2014 | 301  | Сент-Луїс, Міссурі, США        | Survivor Series (2014)         | Поєдинок один проти одного. | [ 33 ]    |
| 26 | Шарлотт Флер         |      | 20 вересня 2015   | 196  | Х'юстон, Техас, США            | Night of Champions (2015)      | Матч один-на-один з умовою, що в разі своєї дискваліфікації або через відрахування Ніккі Белла втрачає титул | [ 34 ]    |
| —  | Титул анульоваано    | —    | 3 квітня 2016     | —    | Арлінгтон, Техас, США          | Реслманія 32                   | Член зали слави WWE Літа анонсувала, що запланований тристоронній матч між чемпіонкою Шарлотт, Беккі Лінч та Сашою Бенкс буде за новий титул — Чемпіонство WWE серед жінок. Відповідно, титул чемпіонки Дів по закінченню бою канув в минуле. |           |

## За кількістю днів
Статистика наведена на березень 24, 2025
| №     | Реслер           | Чемпіонських титулів | Кількість днів володіння титулом |
| ----- | ---------------- | -------------------- | -------------------------------- |
| 1     | Ей Джей Лі       | 3                    | 406                              |
| 2     | Ніккі Белла      | 2                    | 307                              |
| 3     | Маріс            | 2                    | 265                              |
| 4     | Ів Торрес        | 3                    | 260                              |
| 5     | Мішель Маккул    | 2                    | 218                              |
| 6     | Бет Фінікс       | 1                    | 204                              |
| 7     | Шарлотт Флер     | 1                    | 196                              |
| 8     | Кейтлін          | 1                    | 153                              |
| 9     | Лейла            | 1                    | 140                              |
| 10-11 | Меліна           | 2                    | 119                              |
| 10-11 | Пейдж            | 2                    | 119                              |
| 12    | Келлі Келлі      | 1                    | 104                              |
| 13    | Міккі Джеймс     | 1                    | 78                               |
| 14-15 | Брі Белла        | 1                    | 70                               |
| 14-15 | Наталія Нейдхарт | 1                    | 70                               |
| 16    | Аліша Фокс       | 1                    | 56                               |
| 17    | Джилліан Холл    | 1                    | <1                               |